# Stig Sundqvist
Stig «Vittjärv» Sundqvist  (Boden, Suecia, 19 de julio de 1922-Jönköping, Suecia, 3 de agosto de 2011) fue un jugador y entrenador de fútbol sueco. En su etapa como jugador profesional se desempeñaba como centrocampista o delantero.

## Selección nacional
Fue internacional con la selección sueca en 11 ocasiones y convirtió 3 goles. Formó parte de la selección que obtuvo el tercer lugar en la Copa del Mundo de 1950.

### Participaciones en Copas del Mundo
| Mundial                        | Sede   | Resultado    | Partidos | Goles |
| ------------------------------ | ------ | ------------ | -------- | ----- |
| Copa Mundial de Fútbol de 1950 | Brasil | Tercer lugar | 5        | 3     |

## Clubes

### Como jugador
| Club           | País   | Año       |
| -------------- | ------ | --------- |
| IFK Norrköping | Suecia | 1940-1950 |
| AS Roma        | Italia | 1950-1953 |

### Como entrenador
| Club          | País   | Año       |
| ------------- | ------ | --------- |
| GIF Sundsvall | Suecia | 1955-1958 |

## Palmarés

### Campeonatos nacionales
| Título         | Club           | País   | Año  |
| -------------- | -------------- | ------ | ---- |
| Allsvenskan    | IFK Norrköping | Suecia | 1943 |
| Copa de Suecia | IFK Norrköping | Suecia | 1943 |
| Allsvenskan    | IFK Norrköping | Suecia | 1945 |
| Copa de Suecia | IFK Norrköping | Suecia | 1945 |
| Allsvenskan    | IFK Norrköping | Suecia | 1946 |
| Allsvenskan    | IFK Norrköping | Suecia | 1947 |
| Allsvenskan    | IFK Norrköping | Suecia | 1948 |
| Serie B        | AS Roma        | Italia | 1952 |